# Erika Fairweather
Erika Jane Fairweather, född 31 december 2003 i Dunedin, är en nyzeeländsk simmare. 

## Karriär
I augusti 2019 vid junior-VM i Budapest tog Fairweather guld på 200 meter frisim. I juli 2021 vid OS i Tokyo tävlade hon i tre grenar. Fairweather tog sig till semifinal och slutade på 16:e plats på 200 meter frisim samt tog sig till final och slutade på 8:e plats på 400 meter frisim. Hon var även en del av Nya Zeelands kapplag som slutade på 12:e plats på 4×200 meter frisim.
I december 2022 vid kortbane-VM i Melbourne tog Fairweather silver på både 400 och 800 meter frisim. I juli 2023 vid VM i Fukuoka tog hon brons på 400 meter frisim.
I februari 2024 vid VM i Doha tog Fairweather guld på 400 meter frisim, silver på 200 meter frisim och brons på 800 meter frisim.